# Rimbah Ukur
Rimbah Ukur is een bestuurslaag in het regentschap Musi Banyuasin van de provincie Zuid-Sumatra, Indonesië. Rimbah Ukur telt 2376 inwoners (volkstelling 2010).